# Блор, Эдвард
Эдвард Блор (англ. Edward Blore; 13 сентября 1787, Дерби — 4 сентября 1879, Лондон) — английский архитектор периода историзма и эклектики, антиквар, рисовальщик, гравёр, исследователь истории архитектуры. В России известен тем, что проектировал Воронцовский дворец в Алупке.

## Биография
Эдвард родился в Дерби, графство Дербишир, в семье писателя-историка и антиквара Томаса Блора. С юности занимался «антикварным рисованием», и у него не было формального архитектурного образования. Чарльз Локк Истлейк в 1872 году, полагал, что он был учеником гравёра, но другие источники это оспаривают.

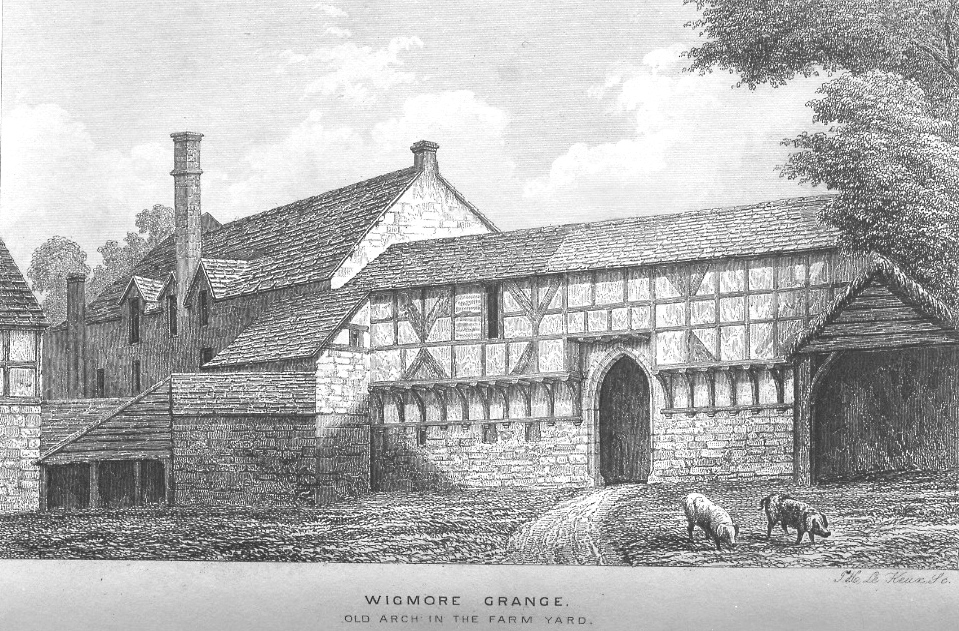
Вигмор-Грейндж, Херефордшир. Гравюра по рисунку Э. Блора. Archaeologia Cambrensis. New Series, Volume 2 1871

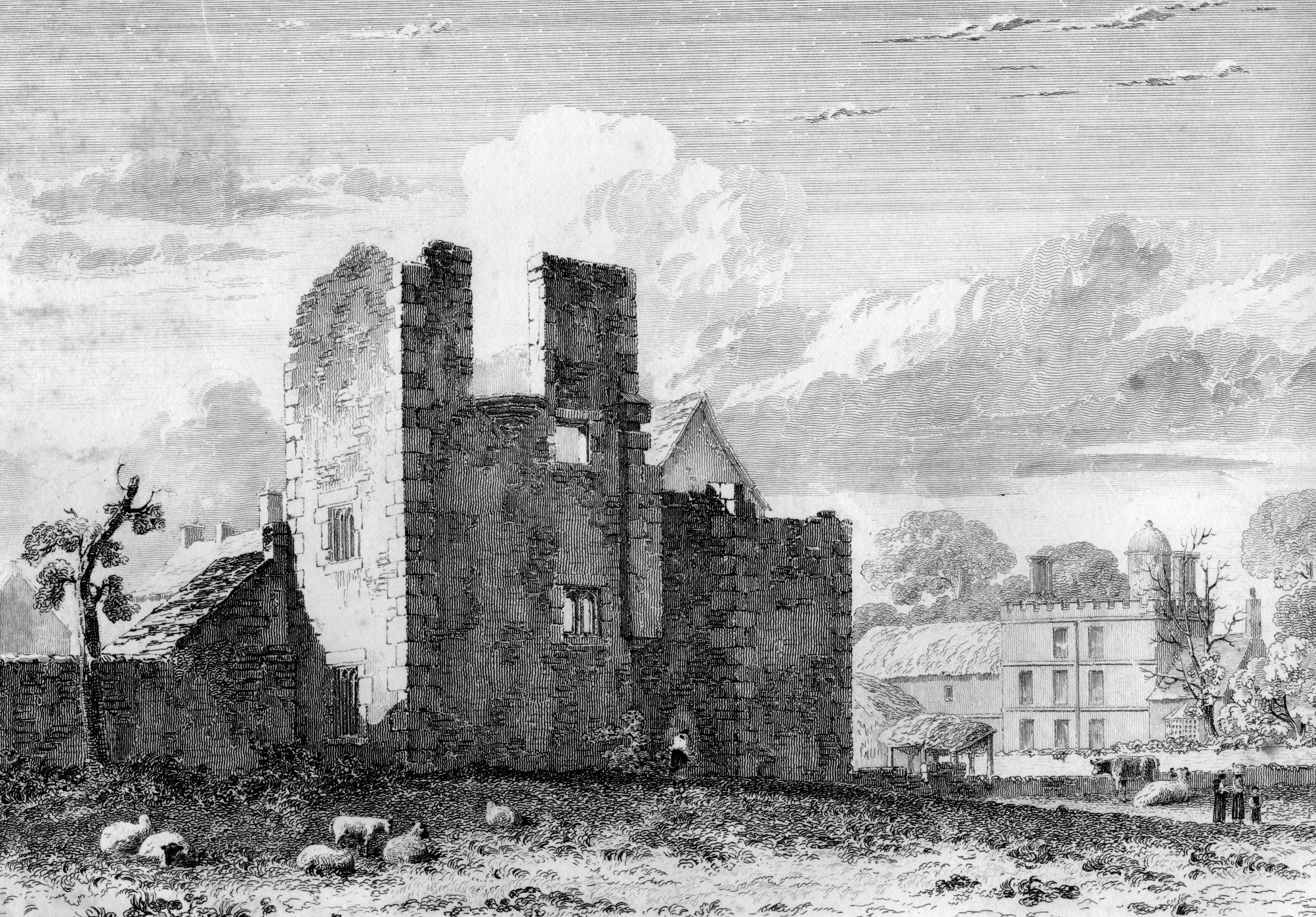
Руины Шеффилда. 1819

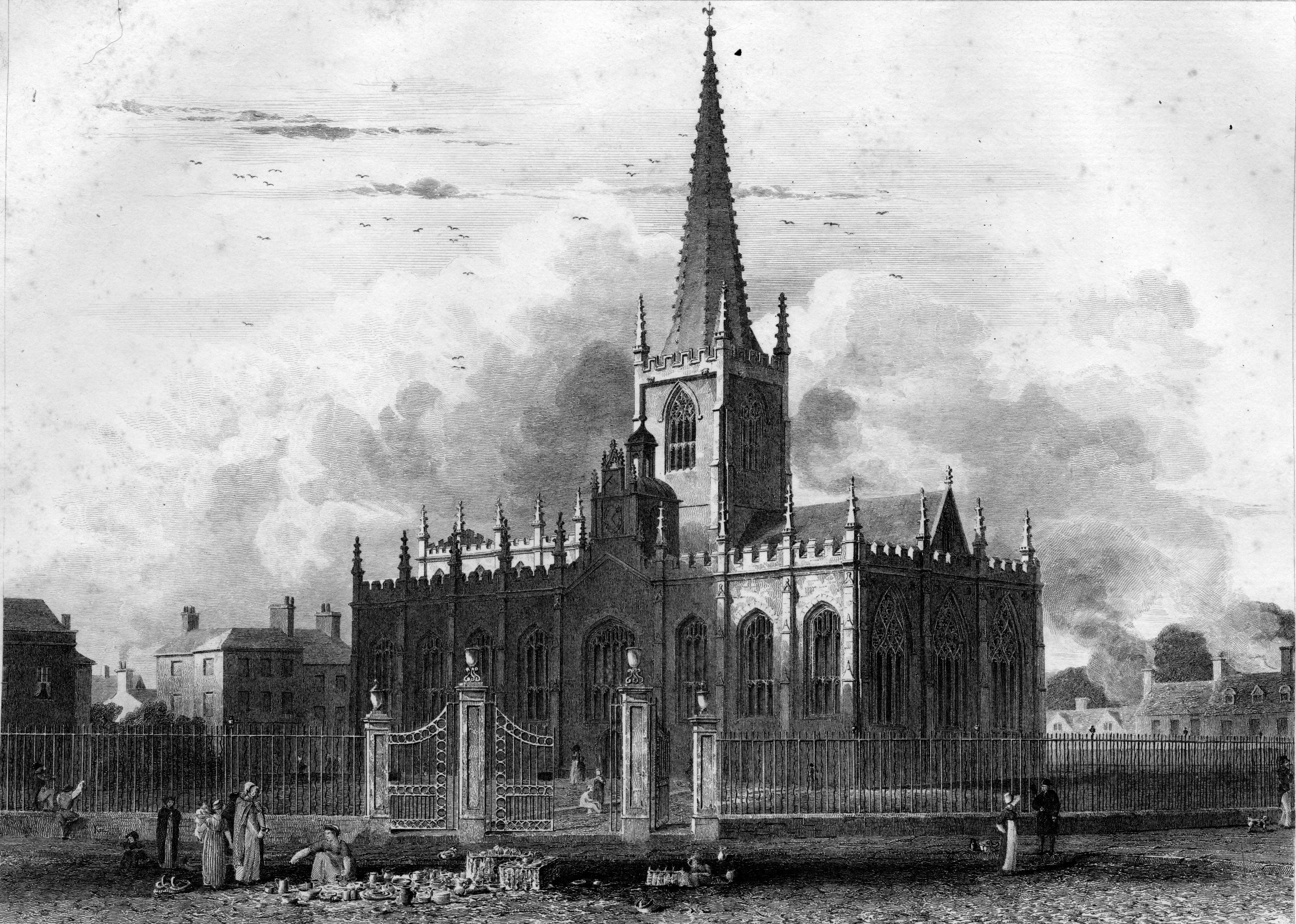
Церковь в Шеффилде. Гравюра издания «История и топография прихода Шеффилда в графстве Йорк». 1819

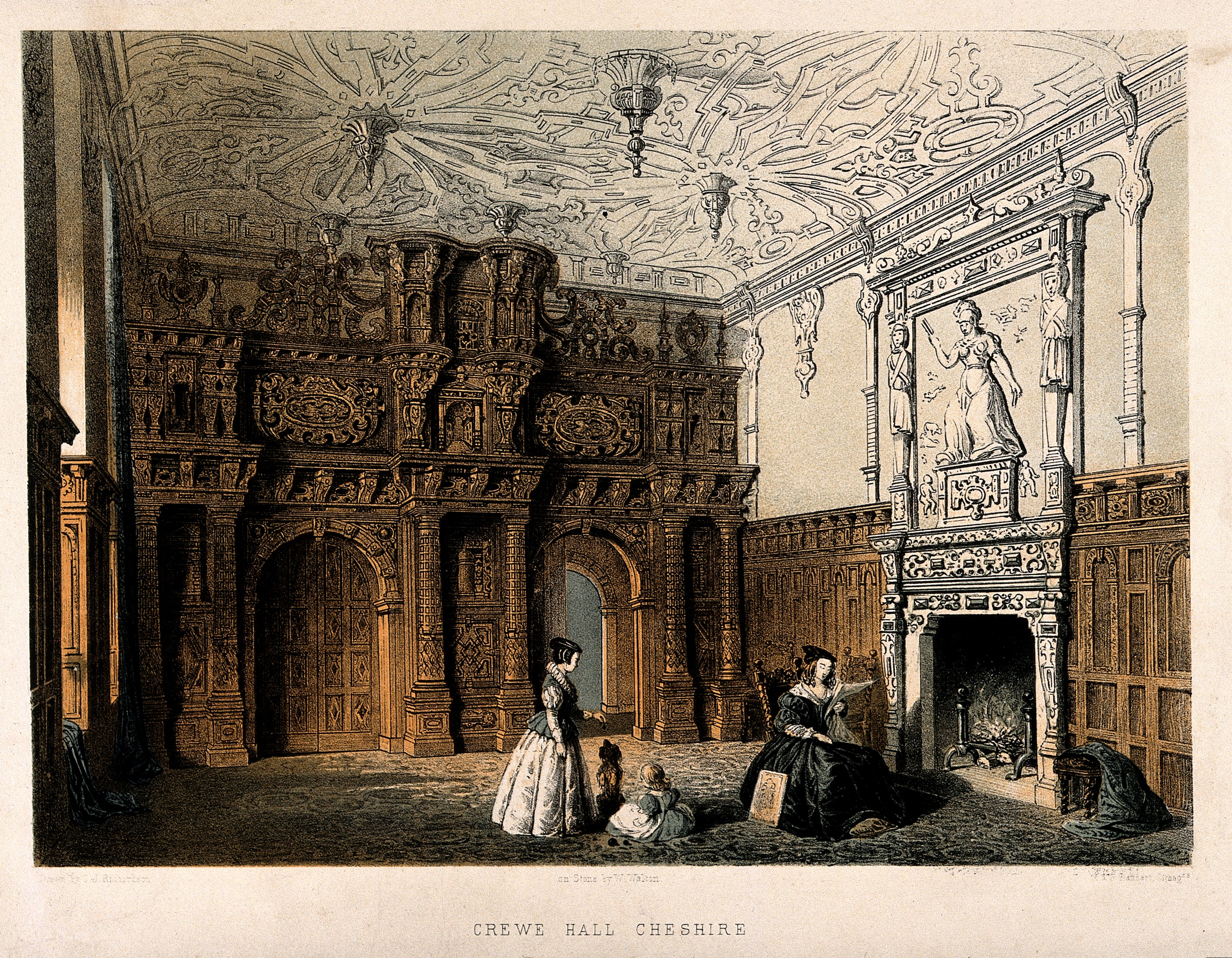
Крю Холл, Чешир. Цветная литография У. Уолтона

Эдвард Блор иллюстрировал написанную отцом «Историю Ратленда» (History of Rutland, 1811), и в течение следующих нескольких лет делал рисунки Йоркского собора, собора в Питерборо, обмерные чертежи Винчестерского собора для книги Джона Бриттона «Английские соборы» (English Cathedrals), а также чертежи и иллюстрации для книги Сёртиса «История и древности Дарема» и для других книг по истории графств. В 1816 году Эдвард Блор познакомился с сэром Вальтером Скоттом, который в то время стремился найти того, кто разделял бы его взгляды на строительство нового дома в Абботсфорде в «готическом стиле». По просьбе Скотта Блор сделал предварительный набросок и сразу же получил от него разрешение на проект внешнего вида здания. Вместе с Уильямом Аткинсоном он работал над подробными чертежами дома.
Дружба Блора с Вальтером Скоттом также привела к тому, что его наняли вместе с Тёрнером и другими художниками для подготовки публикации Скотта «Провинциальные древности и живописные пейзажи Шотландии» (The Provincial Antiquities and Picturesque Scenery of Scotland, 1819—1821). В этой работе Блор выступал в качестве распорядителя, одновременно разрабатывая архитектурные чертежи для иллюстраций. В 1823 году он совершил поездку по Северной Англии, делая рисунки для издания под названием «Монументальные останки благородных и выдающихся деятелей» (The Monumental Remains of Noble and Eminent Persons). Альбом был выпущен по частям с текстом преподобного Филипа Блисса и завершён в 1826 году. Многие гравюры этого издания Блор выполнил сам.
Примерно в 1822 году Блор предоставил иллюстрации к книге Томаса Фрогнелла Дибдина «Aedes Althorpianæ». В результате за Блором закрепилась репутация знатока «шотландского баронского стиля» архитектуры, которую пропагандировал его друг Вальтер Скотт. В это время Блор посвятил себя утверждению «общественного вкуса» к готической архитектуре, однако в ранний период «готического возрождения» у Блора было сравнительно мало возможностей для реализации каких-либо проектов церковных зданий. Одно из его крупнейших начинаний было связано с собором в Питерборо, нынешний органный экран и хор были созданы по его проектам. Ему также было поручено восстановить собор в Глазго, капеллу Мертон-колледжа и другие старинные здания.
Вскоре архитектурная практика Блора стала чрезвычайно обширной. Среди его наиболее важных работ можно упомянуть восстановление зала, капеллы, библиотеки и жилых помещений Ламбетского дворца в Лондоне. Он также проектировал немало частных резиденций в Англии и Шотландии: Корхаус, Шотландия; Замок Крам, Ирландия; Уорсли Холл, Ланкашир; Приорат Чащи, Йоркшир; Мортон-Холл, Чешир; Касл-Хилл, Девоншир и многое другое.
Более всего Блор известен тем, что достраивал Букингемский дворец в Лондоне после увольнения в 1829 году архитектора Джона Нэша. Позднее, в 1847 году Блор вернулся во дворец и создал новый восточный фасад, замыкающий центральный четырехугольник, в классцизирующем стиле. Современный фасад дворца отражает реконструкцию 1913 года по проекту Астона Уэбба в стиле эдвардианского неоклассицизма. Блор также работал над проектом Сент-Джеймсского дворца в Лондоне и большим количеством других проектов в Англии и Шотландии, включая восстановление башни Солсбери в Виндзорском замке.
При короле Вильгельме IV, а затем королевы Виктории в начале её правления, Эдвард Блор был назначен придворным архитектором. В этом качестве его наняли для выполнения различных работ в Виндзорском замке и дворце Хэмптон-корт. Он также с 1826 года в течение многих лет занимал должность архитектора в Вестминстерском аббатстве, а после его ухода из профессии его сменил сэр Гилберт Скотт. За сотрудничество с королевским семейством Блору был предложен рыцарский титул, но он его отклонил.
В 1819 году Блор женился. Он имел двух сыновей и двух дочерей. Один из сыновей, преподобный Э. У. Блор, был старшим научным сотрудником Тринити-колледжа в Кембридже (?—1885), второй сын — преподобный Дж. Дж. Блор, доктор медицинских наук, директор Королевской школы в Кентербери.
В 1841 году Эдвард Блор был избран членом Лондонского королевского общества. Он был членом Общества антикваров и одним из основателей Королевского археологического института; он также имел почетную степень DCL, присвоенную ему в 1834 году Оксфордским университетом.
Блор умер 4 сентября 1879 года в своём доме по Манчестер-сквер, 4 в Лондоне и был похоронен на Хайгейтском кладбище. Его учениками были архитекторы Филип Чарльз Хардвик, Фредерик Маррабль и Генри Клаттон. Уильям Мейсон работал на него до поездки в Австралию и Новую Зеландию.

## Графическое наследие
В качестве свидетельства своих способностей рисовальщика и неустанного труда на протяжении более семидесяти лет Эдвард Блор оставил после себя не менее сорока восьми томов, а также альбомы меньшего размера, содержащие почти пять тысяч прекрасно законченных рисунков. Из этих рисунков, которые сейчас находятся во владении его дочери, миссис Кейзер, около тысячи изображают наиболее интересные образцы английской и шотландской церковной архитектуры; имеются также зарисовки более шестисот памятников и изображения «почти всех образцов древней замковой и домашней архитектуры, сохранившихся в Англии».

## Воронцовский дворец
Сотрудничество с Вальтером Скоттом, а также известность неоготических проектов Блора, привели к приглашению английского архитектора графом Михаилом Семёновичем Воронцововым, генерал-губернатором Новороссийского края, для проектирования своей летней резиденции в Алупке (Крым).
Дворец возводили с 1828 по 1848 год. Граф был англоманом, образование получил в Англии и поэтому, остановив начатое строительство по традиционному классицистическому плану, заказал проект «в стиле Нео-Тюдор, апеллирующего к Тюдор-Ренессансу в Англии XVI столетия» именно Блору. В этом стиле Блор и выполнил проект, в 1832 году отослав его в Россию. В Алупку он не приезжал и на месте строительством руководил англичанин Уильям Гунт (Уильям Хант).
Однако, согласно идеологии и эстетике периода историзма, «стиль Тюдоров» смешался со стилем шотландских баронов и иными источниками, которые диктовала сама местность. Поэтому в законченном облике дворца сказались веяния неомавританского стиля, обусловленного историей Крыма. Так «готические» дымовые трубы напоминают миниатюрные исламские минареты. Благодаря необычному силуэту с «мавританскими» куполами, более похожими на индийские, и башнями дворец органично вписался в окружающий горный ландшафт. В путеводителе по дворцу здание описывается как «дань Блора мусульманской архитектуре». Сооружение имеет два фасада, контрастирующих «суровый шотландский баронский стиль со стороны суши с арабской фантазией, обращённой к морю»..

## Галерея

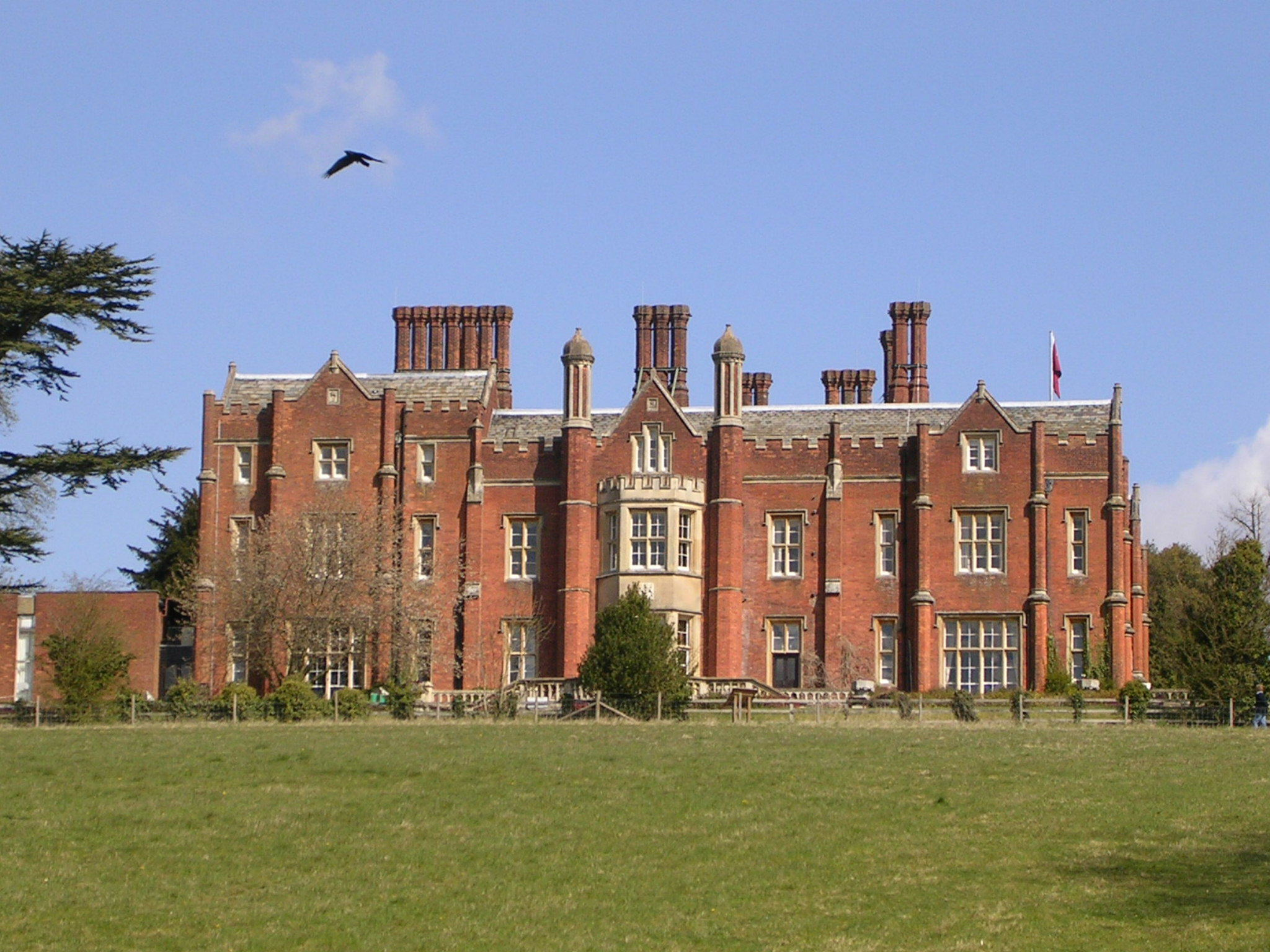
Латимер-хаус, Букингемшир
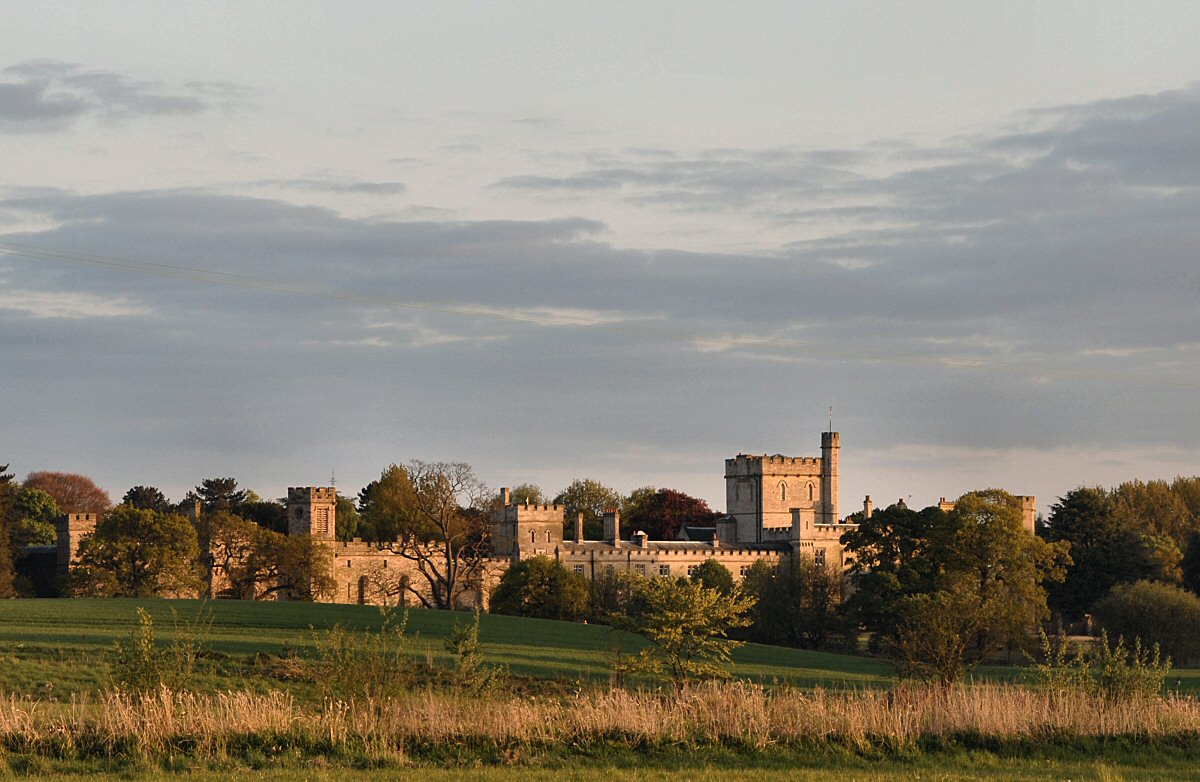
Грейт Моретон-холл
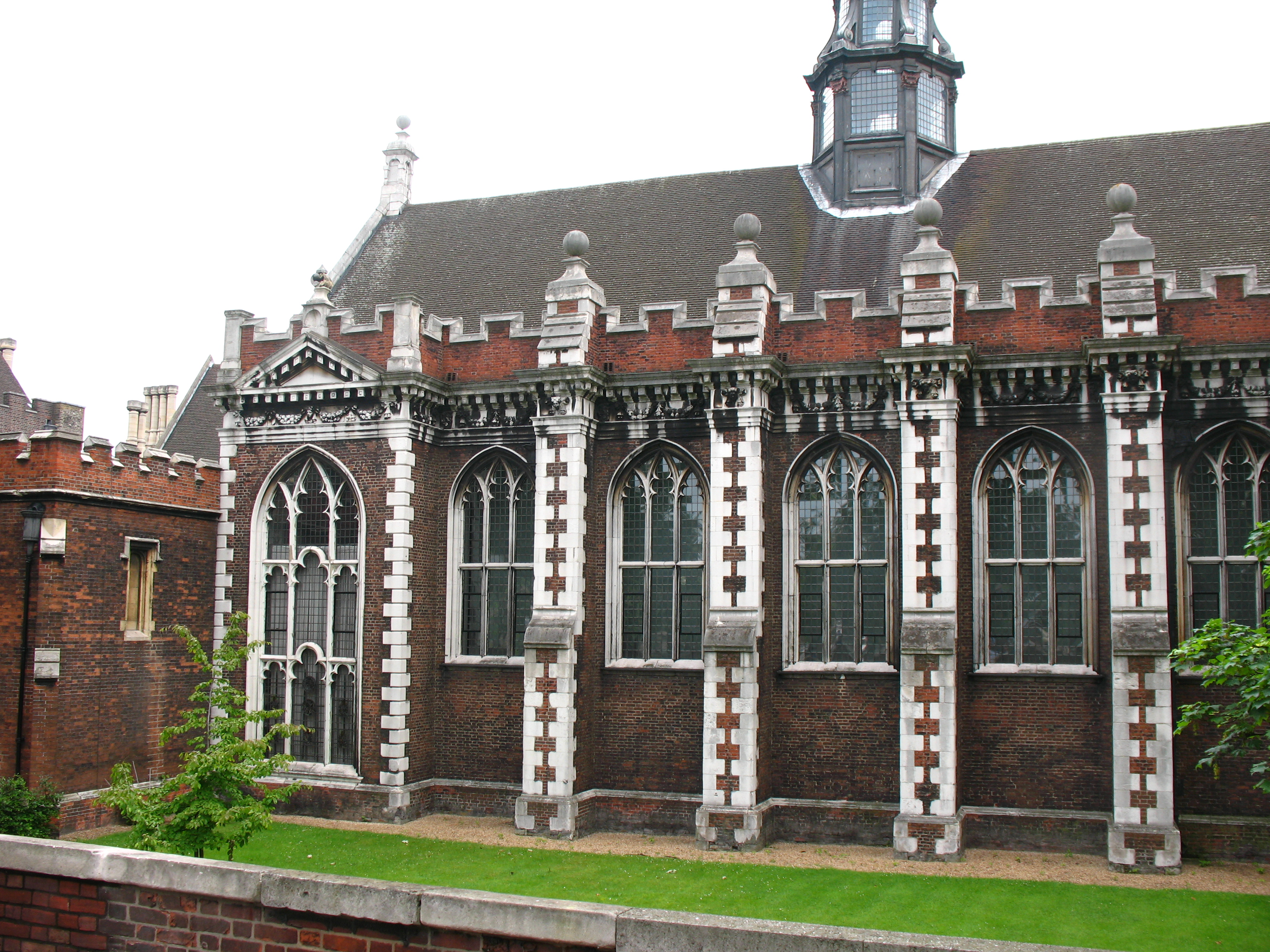
Большой зал Ламбетского дворца, Лондон
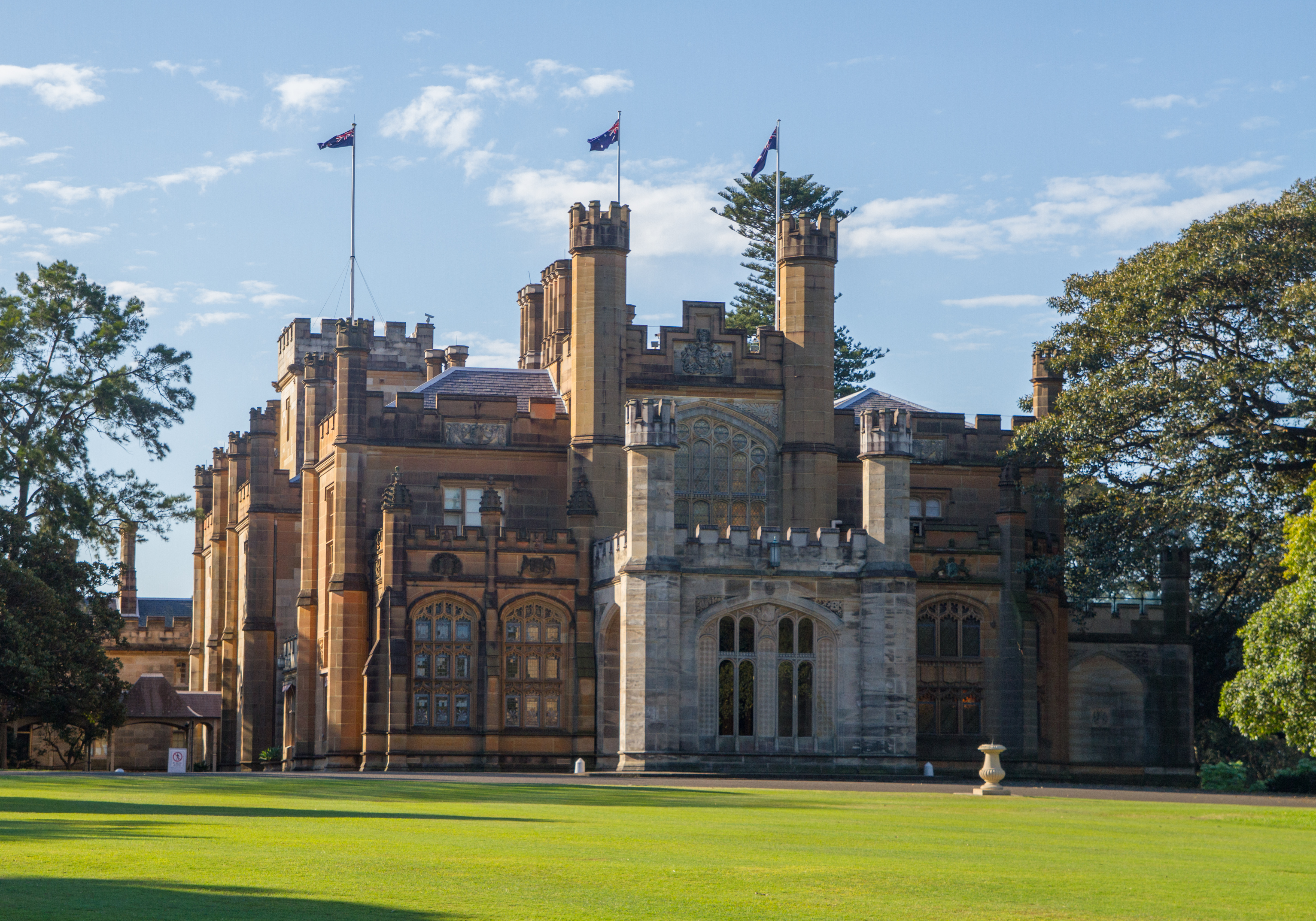
Дом правительства. Сидней, Австралия
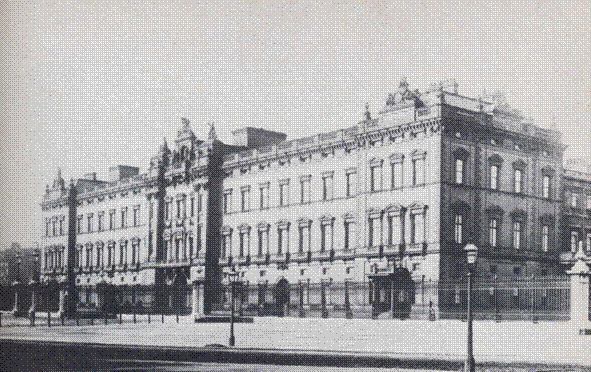
Букингемский дворец. Лондон. Фасад по проекту Э. Блора
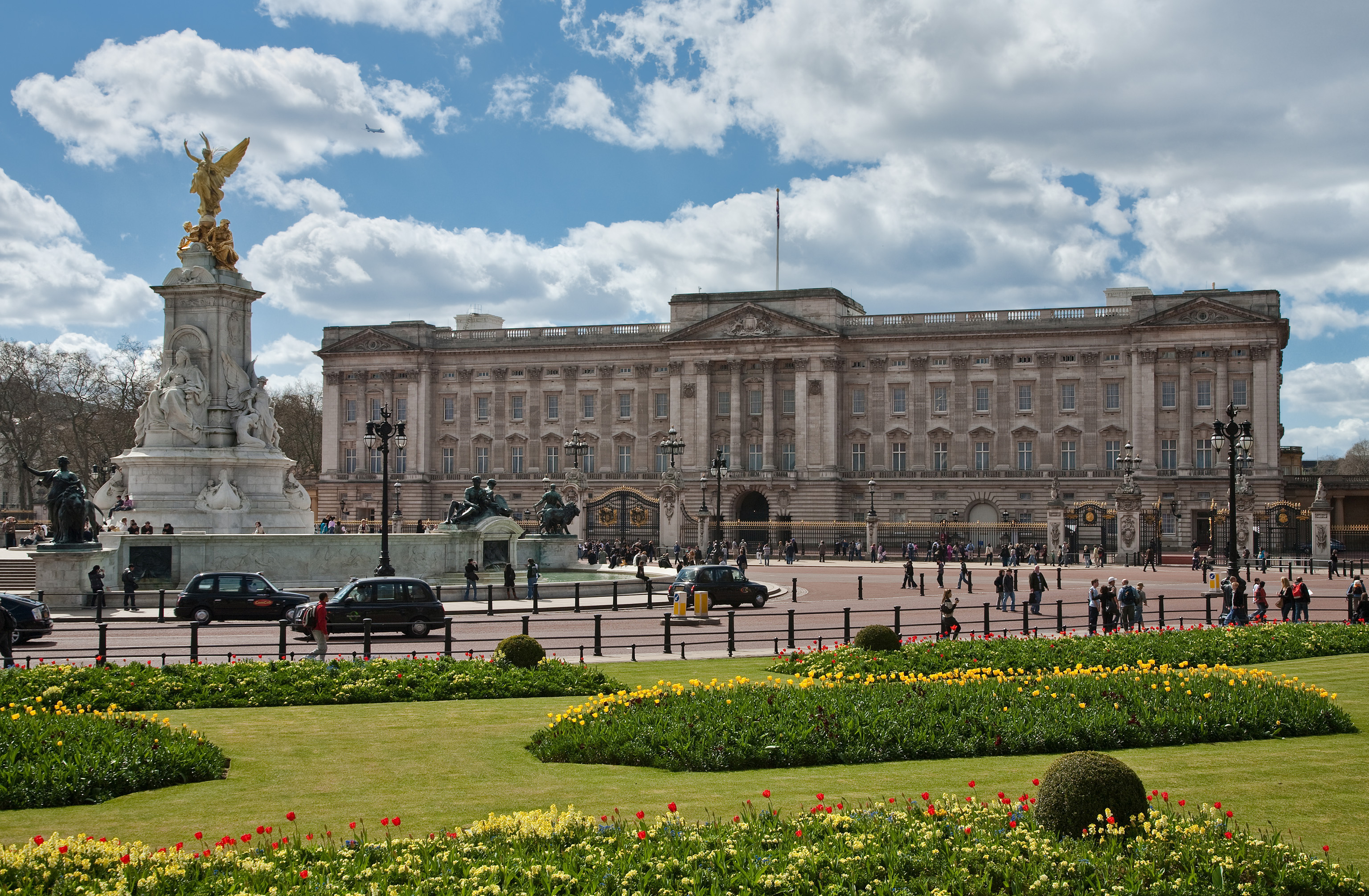
Букингемский дворец. Восточный фасад
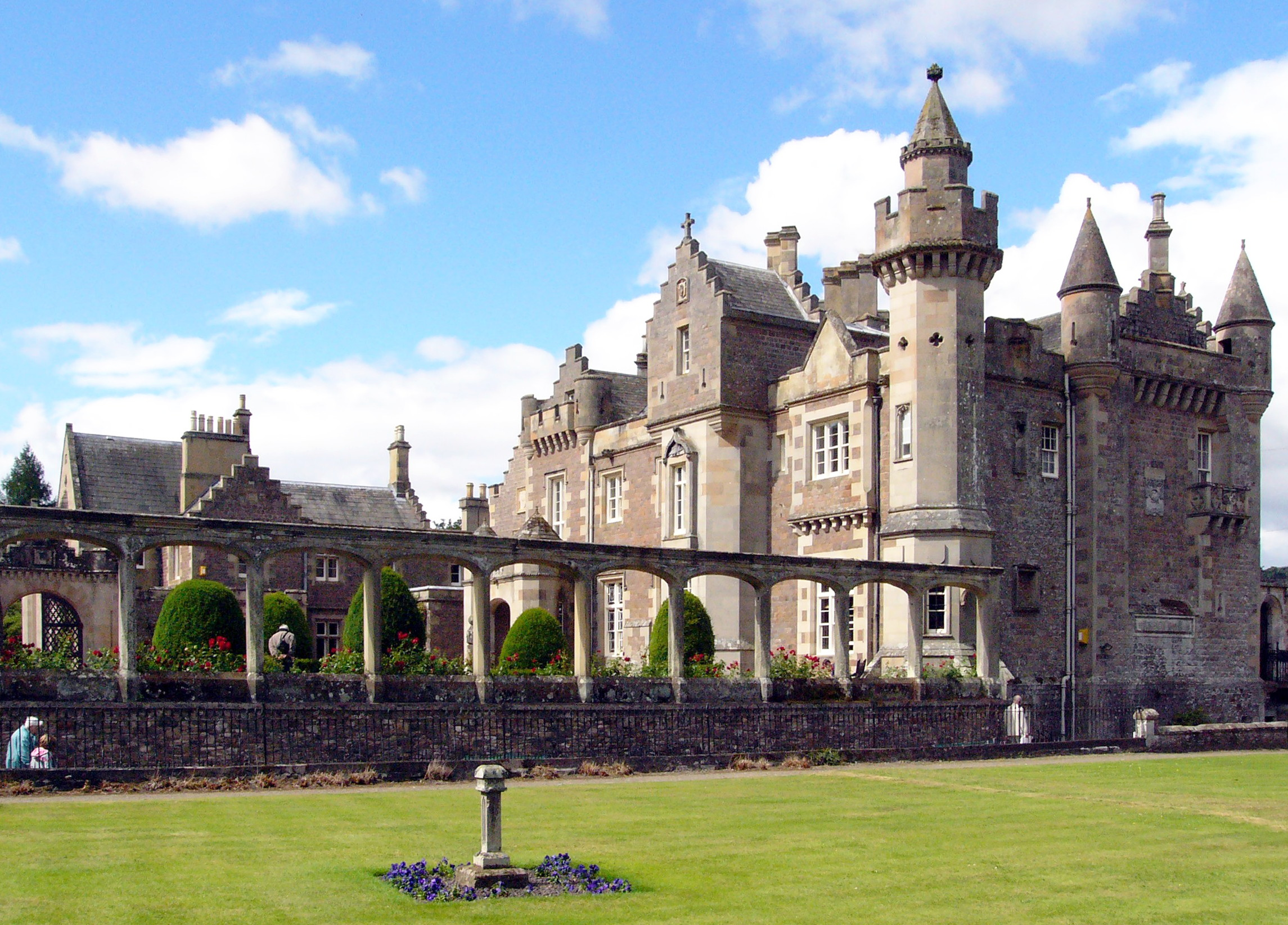
Эбботсфорд-хаус — дом-усадьба Вальтера Скотта, Шотландия
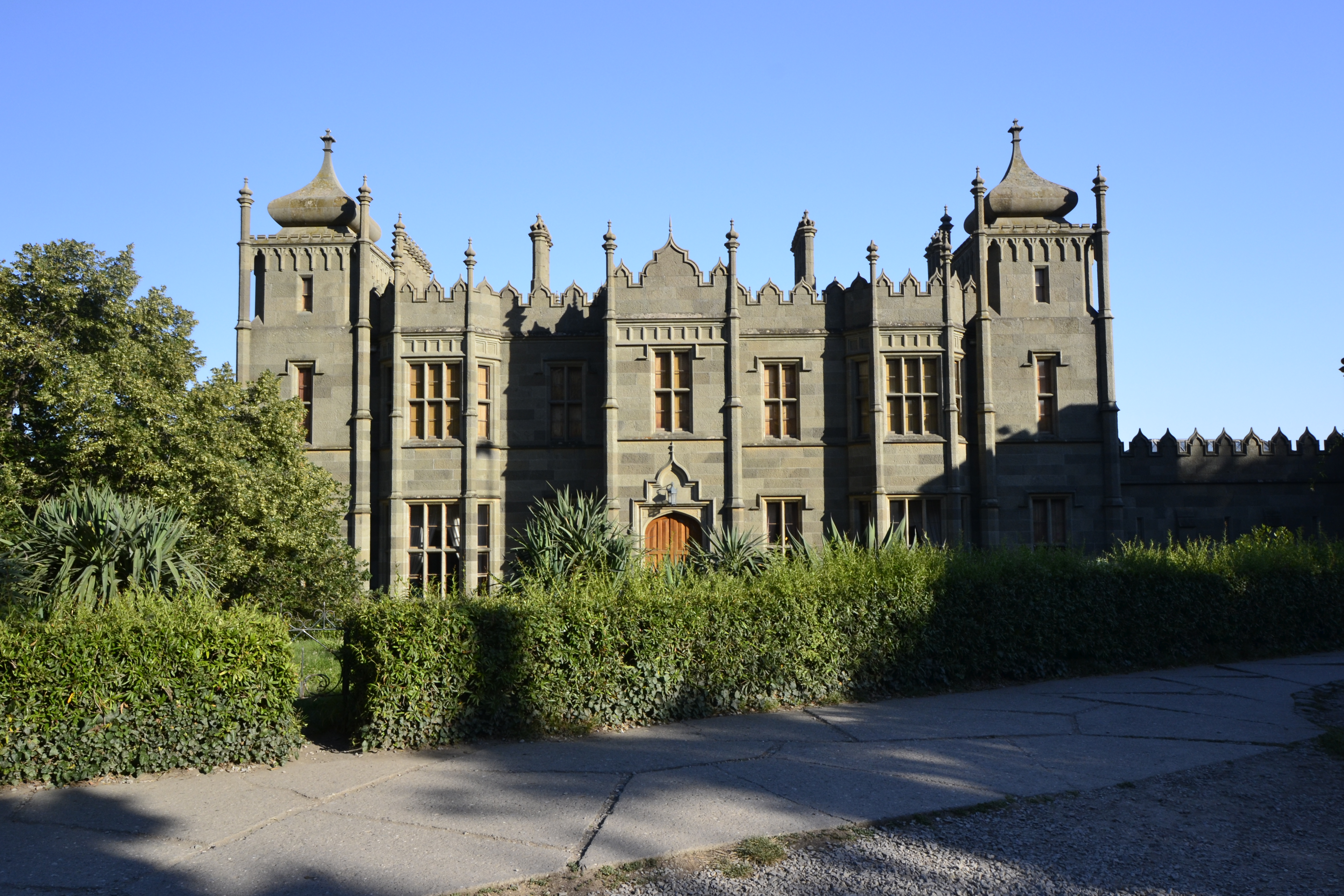
Дворец графа Воронцова. Северный фасад. Алупка, Крым